# Teppanyaki

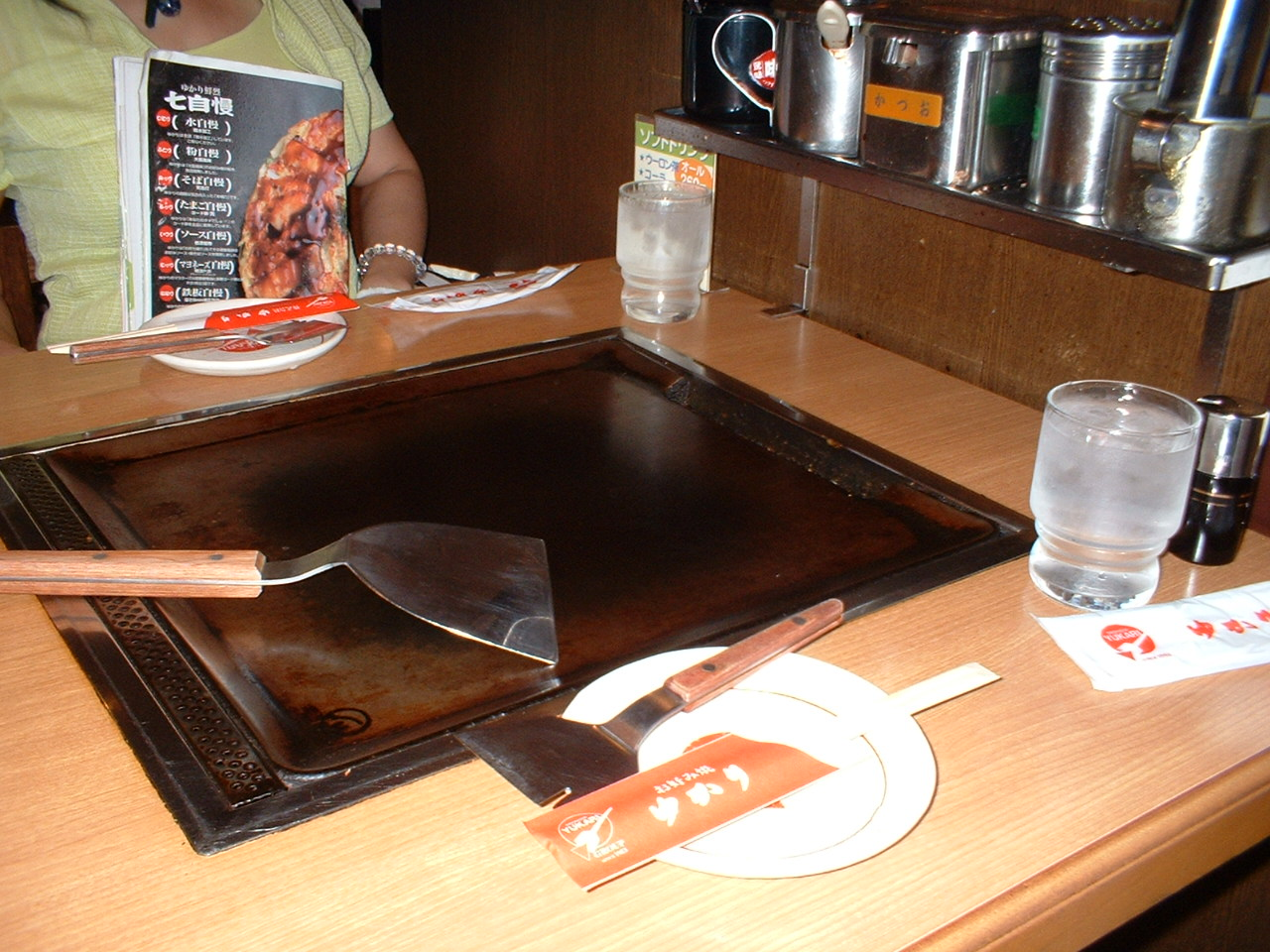
Teppan in een okonomiyaki-restaurant

Teppanyaki (Japans: 鉄板焼き) is een type voedselbereiding uit de Japanse keuken waarbij een ijzeren plaat (teppan) wordt gebruikt om voedsel te bakken. Het is een relatief moderne bereidingswijze ontwikkeld door Japanners in de Verenigde Staten, door gebruik te maken van keukengerei en -apparaten uit de hamburgerrestaurants. Pas later is teppanyaki overgenomen door wegrestaurants in Japan zelf en daarna verspreid over de hele wereld. Het is nog steeds niet zo populair in Japan zelf.
In Japan kan teppanyaki staan voor verschillende schotels die op een teppan gebakken zijn, waarbij de hete plaat dikwijls in het midden van de tafel wordt geplaatst.

## Etymologie
Het woord "teppanyaki" is afgeleid van teppan, dat ijzeren plaat betekent, en yaki dat gebakken betekent.